# Джордан, Джордж
Джордж Джо́рдан (англ. George Jordan; 1847, округ Уильямсон, Теннесси, США — 24 октября 1904, Максвелл, Небраска, США) — солдат-буффало Армии Соединённых Штатов Америки. За подвиги во время Апачских войн удостоен высшей военной награды США — Медали Почёта (7 мая 1890).

## Биография
Джордан был завербован в армию в Нэшвилле, штат Теннесси, после Гражданской войны, первоначально присоединившись к 38-му пехотному полку. К 1880 году он служил сержантом роты К 9-го кавалерийского полка в Нью-Мексико. В этом звании командовал силами обороняющихся в Битве при Форт-Туларозе. Также отличился в Битве в каньоне Карризо. 

Командуя отрядом из 25 человек в Форт-Туларозе, Северная Мексика, отразил нападение отряда из более чем 100 индейцев. В каньоне Карризо, Северная Мексика, прикрывая отряд из 19 человек, 12 августа 1881 г. упорно удерживал оборону на крайне незащищённой позиции и доблестно оттеснил значительно превосходящие силы противника, не дав им себя окружить.
В 1887 году командир Форт-Робинсона объявил благодарность Джордану за поимку сбежавшего заключённого.
7 мая 1890 года Джордж Джордан был награждён Медалью Почёта за свои действия в битвах при Форт-Туларозе 14 мая 1880 года и в каньоне Карризо 12 августа 1881 года. Он также был поощрён за свои действия в бою в каньоне Карризо прибавкой месячного жалования в размере 2 долларов США. 
Джордан дослужился до звания первого сержанта, прежде чем покинуть армию в 1897 году. После выхода на пенсию он жил в общине с другими солдатами-буффало в Кроуфорде, штат Небраска. Умер в 1904 году и был похоронен на Национальном кладбище Форт-Макферсон, Максвелл, Небраска.